# Алберто Аскари
Алберто Аскари (на италиански: Alberto Ascari) e италиански пилот, двукратен световен шампион от Формула 1. Роден е на 13 юли 1918 година в Милано, Италия. Негов баща е знаменитият пилот от 1920-те години Антонио Аскари. Загива на пистата Монца, Италия на 26 май 1955 година.

## Биография
Още от най-ранна възраст се запалва по автомобилните спортове и дори след смъртта на баща му на 26 юли 1925 г., прекарва повечето време в автоработилниците и около автомобилите, отколкото в училище.
За първи път в официалните протоколи за състезания с мотоциклети попада на 18-годишна възраст. На 20 години се състезава в 500-кубиковия клас в тима на „Бианки“. През 1940 година взима участие и автомобилно състезание, като най-доброто му класиране е 9-о място в Триполи, зад волана на „Мазерати-1500“.
Втората световна война забавя кариерата на Аскари, но след края ѝ той окончателно се разделя с мотогонките и се ориентира към автоспорта. Заема 2-ро място през 1947 година зад волана на „Чизиталия-046“ и скоро получава покана да се състезава в Гран При на Италия. В дебюта си се класира пети с „Мазерати“. Тогава Алберто се запознава с Луиджи Вилорези, който му помага да попадне в основния тим на „Мазерати“. Първото му състезание е на 28 септември 1947 година в Модена, където печели и първата си победа със своето „Мазерати-Спорт 2000“. През юни 1948 година в Гран При на Сан Ремо е обявен за първи пилот на тима. Това се случва след като само за два месеца прави фурор в автомобилния спорт, печелейки – Гран При на Пескара, класира се втори в Гран При на Великобритания и трети в Гран При на Франция с болида ("Мазерати-4С1-Т48). По настояване на своя приятел, опитния пилот Феличе Бонето, през 1949 година той напуска „Мазерати“ и сключва договор със стария семеен приятел на фамилия Аскари – Енцо Ферари. Същата година, под вещото ръководство на легендарния „Коммендаторе“ ярко изгрява неговият необикновен талант на пилот. Ферари 125 F1 е болидът, с който печели Гран При на Швейцария и Гран При на Европа на пистата в Монца, става трети в Белгия с новата модификация на болида „Ферари-166F2“.

## Формула 1
През 1950 година стартира първият шампионат във Формула 1 по улиците на Монте Карло. По тогавашния вид на стартовата решетка, пилотите са наредени шахматно, като на първа редица са три болида, на втора – два, отново три, два и т.н. От първа позиция стартира Хуан Мануел Фанджо със своята Алфа Ромео, следван от втория болид на Алфа с пилот Нино Фарина, трети е Хосе Фройлан Гонсалес с „Мазерати“. Аскари е на седма позиция със своето „Ферари“. Следва един от най-страшните стартове във Формула 1, подобен на този в Белгия през 1998 година. На старта отпадат 10 от всичките 19 болида. Аскари завършва втори, на обиколка зад победителя Фанджо. Следва Гран При на САЩ, където не взима участие, отпада в швейцарското Гран При на пистата в Бремгартен поради повреда в маслената помпа, става пети на Спа в Гран При на Белгия. Поради повреда в двигателя Ferrari 4.5 V12 отпада в Гран При на Италия на пистата в Монца, и не стартира в Гран При на Франция, където е заместен от Питър Уайтхед. С набраните 11 точки се класира на пето място, а шампион става Нино Фарина.
1951 година се представя много добре, завършвайки на 6 точки от шампиона Фанджо.
Завършва втори на старта в Реймс за Гран При на Франция, печели в Германия и Италия и остава четвърти в Испания.
Най-високи резултати показва през 1952 и 1953 година, когато става световен шампион от Формула 1. С „Ферари 500“ печели 11 от 14 Гран При, като взима 9 поредни победи, печели 11 пол-позишъна и също толкова НБО. Паралелно с шампионата във Формула 1, участва още в няколко съревнования. Печели 12 победи в по-малки серии, печели „1000-те километра на Нюрбургринг“, с Ферари и с партньор – Нино Фарина, участва в Рали „Сестриере“ с Ланчия-Аурелия.
През 1954 година напуска Ферари и сключва договор с „Ланчия“. Целият сезон 1954 е пълен провал, като следват авария след авария, завършвайки на 25-а позиция с набрани 1,1 точки в световния шампионат.

## Смърт
В началото на сезон 1955 в Гран При на Аржентина се класира втори в квалификацията. Удря се в оградата в 21-вата обиколка и отпада.
Следва Гран При на Монако на 22 май 1955 година. Отново е 2-ри на старта и отново след Хуан Мануел Фанджо. Стартира добре в дългото 100 обиколки състезание. В 80-ата обиколка, на излизане от тунела, излита от пистата и болидът се озовава в морето. Все пак Алберто се отървава със сътресение на мозъка, счупен нос и шок от преживяното.
На 26 май 1955 година, едва възстановил се от страшната катастрофа на пистата в Монако, тръгва към Монца, където Скудерия Ферари тества новия си болид. На този болид след седмица трябва да се състезава заедно с Еудженио Кастелоти в състезанието „Супер кортемаджоре“.
Въпреки че никога преди не е карал на дата 26 (деня, в който загива баща му), не устоява на изкушението да пробва чудесната машина и сяда зад волана. Махайки весело с ръка на присъстващите, Алберто излиза на пистата. Когато напуска бокса, механиците споменават за страховете му, свързани с тази дата и изказват учудването си, че е решил да кара в този ден. Аскари така и не се завръща. Откриват колата преобърната на завоя Curva del Vialone, където днес се намира S-образният завой, носещ неговото име. Алберто вече бил мъртъв. Така и не е установена причината за инцидента.